# Lützelburg (Christenberg)
Die Lützelburg ist der Rest einer Ringwallanlage auf 320 m ü. NN auf der Gemarkung von Mellnau, Stadtteil von Wetter im Landkreis Marburg-Biedenkopf in Hessen.

## Lage
Die Anlage auf dem gleichnamigen Berg liegt nur 1,5 km östlich der Gemeinde Münchhausen.

## Beschreibung

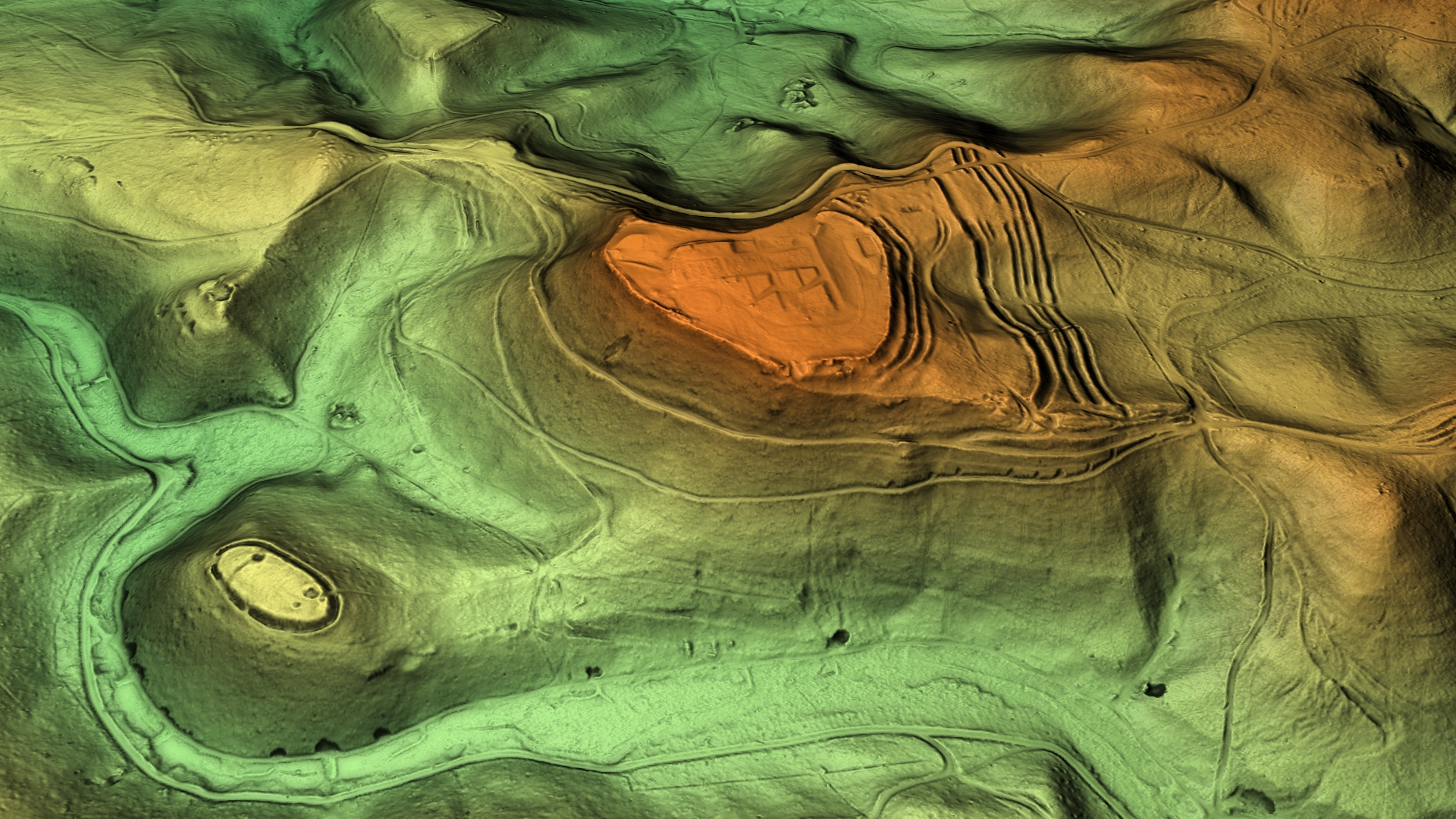
Die drei Höhenfortifikationen im westlichen Burgwald: Mittig der Christenberg, links oben am Bildrand die Lützelburg und links unten die kleinere frühmittelalterliche Anlage der Lüneburg.

Die Reste der Anlage befinden sich auf einem dem Christenberg nordwestlich vorgelagerten durch einen kleinen Sattel getrennten, bewaldeten, etwa dreieckigen Bergkegel. Es ist ein flaches, nach Westen leicht abfallendes Bergplateau mit umlaufender, ausgeprägter Geländekante. Von der Wallanlage sind nur noch Reste des dreieckigen, dem Verlauf der Höhenkante des Bergplateaus folgenden Wall-Grabenanlage erhalten. Nordöstlich im Tal liegt das Quellgebiet des Hutschbaches, der sogenannte Silberborn. Teilweise wird er deshalb auch als Silberbornbach bezeichnet. Eine Toranlage ist nicht nachgewiesen. Die Walldurchbrüche Richtung Christenberg und nach Osten sind noch nicht erforscht.
Die Anlage war, den Keramikfunden nach zu urteilen, ein vorgeschichtlicher Ringwall der späteren Hallstattzeit, vermutlich eine Vorgängeranlage der keltischen Anlage des Christenberges aus der Frühlatènezeit .
Es ist nicht bewiesen, dass das in Resten vorhandene Graben-Wall-System noch im Frühmittelalter in Benutzung war.